# NGC 4312
NGC 4312 (również PGC 40095 lub UGC 7442) – galaktyka spiralna (Sab), znajdująca się w gwiazdozbiorze Warkocza Bereniki. Odkrył ją William Herschel 14 stycznia 1787 roku. Należy do Gromady w Pannie.